# 金城機廠
金城機廠（英語：Jincheng Depot）是台北捷運萬大-中和-樹林線的唯一機廠，專門提供萬大樹林線全線調度與列車測試、維修與保養等服務。其廠址位於臺灣新北市土城區金城路三段，廠區跨越區界至中和區莒光路，目前與萬大線第一期工程一併興建中，莒光站即位於機廠用地內。金城機廠為台北捷運自中和機廠之後第二座地下機廠，也是全台灣第一座有五級修護功能之地下機廠。
金城機廠主變電站於2024年5月9日正式送電，提供列車及各項設備用電。及後，萬大線首列電聯車於2024年10月22日抵達機廠，自巴西桑托斯港出發歴時約2個月，進駐後將持續檢測及試運行。
機廠暨莒光站和加蚋站的用地合併辦理土地開發案招標，地上將興建多高層集合住宅、商辦大樓及商場，單案投資金額預計超過200億新臺幣。

## 機廠概要
由於萬大樹林線為獨立營運路線，沒有與其他任何路線有軌道上的銜接。且萬大樹林線為中運量系統，其列車機電系統不相容於其他路線。又本機廠是萬大線唯一機廠，故本機廠為全功能之五級修護廠。

## 機廠位置與結構
- 地理位置：位於新北市土城區金城路三段北側及莒光路南側。[3]
- 廠房規模：五級修護廠，儲車廠（位於地下）、維修工廠（位於地面）、管理中心、牽引變電站、土木軌道維修廠、主電變站。[3][4]
- 面積：11.82公頃[2]
- 駐車容量：可儲放36列電聯車（約18條軌道）[4]

## 預定時程
- 2014年10月：與萬大線第一期同時動工
- 預計2027年12月：與萬大線第一期同時完工並測試
- 預計2028年6月：與萬大線第一期完工通車時一併投入營運

## 外部連結
- 臺北市政府捷運工程局萬大-中和-樹林線(第二期工程)設計現況 （页面存档备份，存于）